# Aboud Jumbe
Sjeik Mwinyi Aboud Jumbe (Djoeba, 14 juni 1920 - Dar es Salaam, 14 augustus 2016) was een politicus in Zanzibar in Tanzania. 
Hij werd president van de semiautonome staat Zanzibar op 11 april 1972 na de moordaanslag op zijn voorganger Abeid Karume. Tegelijk werd hij voorzitter van de Afro-Shirazi Partij (ASP); de vorige voorzitter, Thatit Kombo, werd bij diezelfde aanslag zwaargewond.
Jumbe bleef president van Zanzibar tot 30 januari 1984 en in het kader van die functie was hij ook vicepresident van Tanzania. Hij werd in het begin gekozen als lid van de ASP maar in 1977 gingen de ASP en TANU samen op in de Chama Cha Mapinduzi (CCM). Hij werd als president in 1984 opgevolgd door Ali Hassan Mwinyi.